# 陆退
陆退（？—？），字黎明，吴郡吴县（今江苏省苏州市）人，东晋官员。

## 生平
太傅谢安向主薄陆退询问说：“张凭为什么只给母亲作诔文，却不给父亲作呢？”陆退回答：“这自然是因为男人的德行，体现在行事之上；而妇人的美德，不经诔文就不能被人了解。”

## 家庭

### 高祖
- 陆凯，东吴丞相[3]

### 祖父
- 陆仰，吏部郎[3]

### 父亲
- 陆伊，州主簿[3]

### 夫人
- 吴郡张氏，东晋吏部郎、御史中丞张凭之女[4]